# Cerro El Morrachón
El cerro El Morrachón es una montaña ubicada  en el extremo sur del municipio Ayacucho, a pocos kilómetros del límite intermunicipal entre Lobatera, San Pedro del Río y San Juan de Colón, en el estado Táchira, Venezuela. 
Se encuentra a un altitud de 1426 m s. n. m. (metros sobre el nivel del mar), y es considerado icono por excelencia del municipio Ayacucho, junto a la Piedra del mapa. Se le conoce ampliamente como el "Guardián" de la "Ciudad de las Palmeras". 

## Geología
Debido a su forma cónica, se le asocia erróneamente como volcán; sin embargo, estudios geológicos realizados en el lugar han descartado la existencia de rocas ígneas.  
El Morrachón se ubica sobre la depresión del Táchira. En su cima y centro, la litología es sedimentaria clástica y, en su base, es no clástica. A la par, está constituido por areniscas ferruginosas de grano fino y areniscas cuarzosas del paleógeno [terciario] En vista de su constitución litológica, es posible hallar minerales primarios y secundarios, como hematita, mica moscovita, gohetita y cuarzo, dentro de las rocas sedimentarias, ricas en óxido de hierro e hidróxidos de hierro, las cuales se encuentran principalmente en la cumbre.
En sus cercanías, en dirección oeste, se han hallado bloques de cuarcita, lo cual evidencia un metamorfismo regional, asociado a la compresión tectónica de los sedimentos clásticos, causados por movimientos isostáticos de la corteza terrestre, presumiblemente a razón del levantamiento de la Cordillera de los Andes, hace unos 40 millones de años.
En la base de la estructura, es posible hallar chert y calizas de la formación La Luna y la Fm. Aguardiente (cretácico). Estas formaciónes geológicas son conocidas por formarse en ambiente marino mesopelágico a fines del mesozoico, por lo que en la base de El Morrachón y sus cercanías existen fósiles pequeños de aguas oceánicas medias y profundas (braquiópodos,bivalvos y ammonite) en calizas ferruginosas de color negro y en calizas claras, con una importante composición geoquímica- mineralógica de carbonato de calcio, sílice y fosfatos. Allí también es común hallar cristales de calcita, pirita en las calizas (mesozoico), selenita y yeso en las ftanitas o chert (cretácico).
El Morrachón es el núcleo de un plegamiento anticlinal, que se extendió hace unos 45 millones de años entre los actuales cerros La Cuchilla (municipio Ayacucho) y Cabeza de Vaca (municipio Lobatera). Con el transcurrir del tiempo, la erosión del material sedimentario, además del resquebrajamiento del antiguo plegamiento en dos fallas geológicas diferenciadas, conformó su geomorfología actual, la cual dio origen al valle intramontano de Lobatera, cuya vegetación semiárida se distingue de la vegetación de selva húmeda situada al norte, este y oeste del municipio Ayacucho; en consecuencia, el área bosocosa que rodea a El Morrachón es un ecotono, entre el bolsón semiárido de Lobatera y las selva tropical húmeda del sur del Lago de Maracaibo. 

## Vegetación
La vegetación tropófila es común en el cerro, por lo tanto, está asociado al bolsón semiárido de Lobatera. Los arbustos espinosos, líquenes secos sobre areniscas, además de árboles en sus afueras permiten entender que su área está en el límite septentrional, entre el bioma semiarido de Lobatera y las selvas húmedas del sur del Lago de Maracaibo. 
En la cima del cerro, hay pasto, utilizado por el ganado de fincas circunvecinas para pastoreo. El pasto no es endémico de América, fue traído por los españoles para alimentar rumiantes, equinos y bóvidos, por lo que el vegetal fue introducido en el cerro, posiblemente, en épocas recientes. 

## Arqueología
Según hipótesis sugeridas por expertos en el área etnohistórica, el cerro El Morrachón (nombre dado por los habitantes mestizos de San Juan de Colón, no obstante,  el nombre originario puesto por los pueblos indígenas es desconocido, se presume que el nombre Morrachón deriva de (Morra- tchon) (gente grande) o Oao-raní (según oralidades campesinas) sin embargo, son sólo especulaciones sin sustento científico alguno. Hasta los momentos se sabe que el nombre El Morrachon es reciente.    
El Morrachon fue un sitio de peregrinación y culto por parte de las etnias caribes y arahuacas por lo que es necesario rescatar el valor simbólico ancestral dado por los pueblos originarios para devolverle la identidad indígena original al cerro El Morrachon, pues es imperativo saber que los conquistadores españoles, al llegar al "nuevo mundo" al no comprender las lógicas ni el ethos de los pueblos originarios, comenzaron a asociar, sus prácticas, erróneamente a  "magia negra" cuando, se sabe que los pueblos indígenas americanos no conocían ni entendían el significado de " magia" traído por los europeos, por tanto, es irresponsable asociar las sabidurías ancestrales indígenas a presuntas "simbologías oscuras" pues los pueblos originarios que habitaron la meseta de San Juan de Colón antes de la conquista europea, pensaban según lógicas distintas al cristianismo occidental.      
Es importante respetar y valorar el patrimonio histórico- Cerro El Morrachón con el propósito de educar,  no sólo a los habitantes de San Juan de Colon y del municipio Ayacucho sobre la antropología de los pueblos originarios, sino a la colectividad Tachirense y Venezolana de manera general, porque es necesario comprender de que el pueblo tachirense y venezolano es mestizo. (mezcla entre españoles, indígenas y africanos)  Y es un acto de justicia honrar el pasado Indígena del municipio Ayacucho en el marco de la herencia indígena del pueblo Venezolano. En ese sentido es importante educar sobre las distintas manifestaciones rupestres del municipio Ayacucho (petroglifos) además de entender a El Morrachón desde las lógicas de los pueblos indígenas para reconstruir la memoria histórica del Municipio Ayacucho con el objetivo de construir una identidad original y auténtica respecto de Occidente.     
Se presume que en su cumbre se realizaban rituales ancestrales destinados a abrir comunicación directa con las figuras supraterrenales de la cosmovisión originaria y los chamanes aborígenes. Según esta presunción, El Morrachón pudo ser una figura sagrada para antiguos pueblos indígenas que habitaron la meseta de San Juan de Colón antes de la llegada de los españoles. 
Después de la conquista española, el cerro fue desprovisto de su carácter sagrado por parte de los nuevos habitantes de origen mestizo, quienes, por lo general reproductores de las lógicas religiosas cristianas heredadas de sus ancestros europeos, despojaron a El Morrachón de su simbología mística. Este hecho lo convirtió en un cerro pictoresco a la vista, por su inusual forma de volcán, pero sin el valor religioso dado por caribes y arahuacos. 
En una propiedad privada de una familia del lugar, que vive en las cercanías de la base del cerro, se descrubrieron vestigios indígenas. Estos hallazgos refuerzan la idea del valor sagrado de El Morrachón, como símbolo místico; no obstante, se necesitan estudios arqueológicos, antropológicos y etnográficos más rigurosos que sustenten estas hipótesis y confirmen, a través del método científico, la verificalidad de dicho valor sagrado.

## Conservación
El Morrachón, con frecuencia, sufre incendios ocasionados de forma natural, durante la temporada seca o por la mano humana. La deforestación de bosques aledaños es un problema grave que amenaza no solo la disponiblidad de agua, en los pocos riachuelos locales, sino la progresiva extinción local de los escasos mamíferos, reptiles, aves, insectos y flora nativos de la zona. 
Para su conservación histórica, geológica, biológica y cultural, se recomienda que la Alcaldia del municipio Ayacucho diseñe una red logística, mediante señalizaciones en las rutas, que irían desde San Juan de Colón, pasando por San Pedro del Río, La Laja y El Peronilo hasta llegar a El Morrachón. A la par, se sugiere el uso de carteles de madera que den información educativa sobre el tipo de suelo, rocas, fósiles marinos hallados en el lugar, ecosistema, fauna, flora y etnohistoria. Si se hacen llamados constantes sobre el cuidado de la naturaleza, se podría educar a los senderistas, turistas y pobladores de la zona en materia de ambiente, conservación y preservación de ecosistemas y patrimonios culturales del municipio Ayacucho y el icónico Cerro El Morrachón.